# Câmpuri-Surduc, Hunedoara
Câmpuri-Surduc este un sat în comuna Gurasada din județul Hunedoara, Transilvania, România. Se află în partea de nord a județului, la poalele munților Metaliferi, în defileul Mureșului. La recensământul din 2002 avea o populație de 394 locuitori.

## Istoric
Pe teritoriul acestei localități au fost descoperite două fortificații dacice.  Prima fortificație se găsește la nord de sat, în punctul numit “La mănăstire”. Este un promontoriu izolat, cu pante abrupte și cu o poziție strategică bună. Platoul, de forma ovală (37 x 22 m), a fost amenajat și înconjurat cu un zid de piatră brută. Grosimea zidului măsoară 1,5 m. Cea de a doua fortificație a fost amplasată pe vârful numit “Cetățeaua”. Este de mici dimensiuni (25 m diametru) și a fost înconjurată cu un zid și șant de apărare. Cele două fortificații datează din prima jumătate a secolului I î.C., constituind posturi fortificate (numite castella).